# Große Belaja (Angara-Zufluss)
Die Große Belaja (russisch Большая Белая, Bolschaja Belaja) ist der 280 km lange linke Quellfluss der Belaja in der Oblast Irkutsk und in der Republik Burjatien im südlichen Sibirien.

## Verlauf
Die Große Belaja entspringt im Südosten des Ostsajan-Gebirges auf einer Höhe von etwa 2000 m. Sie fließt anfangs etwa 150 km in überwiegend nordöstlicher Richtung durch das Bergland. Anschließend wendet sich die Große Belaja nach Osten. Bei Flusskilometer 103 trifft der Urik von rechts auf die Große Belaja. Diese verlässt schließlich das Bergland. Bei Belsk vereinigt sie sich mit der weiter südlich fließenden Kleinen Belaja zur Belaja. Zwischen Ende Oktober und Ende April ist der Fluss eisbedeckt.

## Hydrologie
Bei Nowostroika bei Flusskilometer 118 wurde von 1959 bis 1968 der Abfluss der Großen Belaja gemessen. Der gemesse mittlere Abfluss betrug 41 m³/s. Die höchsten monatlichen Abflüsse traten im Juli und August mit Werten von 111 bzw. 114 m³/s auf.

## Einzugsgebiet
Die Große Belaja entwässert ein etwa 9970 km² großes Gebiet. Zwei Drittel davon liegen im Bergland des Ostsajan-Gebirges, ein Drittel in der Niederung nördlich davon. Das Einzugsgebiet grenzt im Südosten an das der Kleinen Belaja, im Südwesten an das von Kitoi und Irkut, im Westen und im Nordwesten an das der Oka sowie im Nordosten an das des Salari und das der abstrom gelegenen Angara.